# 쓰나미 유타
쓰나미 유타(일본어: 都並 優太, 1992년 1월 20일 ~ )는 일본의 축구 선수이다. 현재 J3리그의 나라 클럽에서 뛰고 있다.

## 구단 경력
그는 2014년부터 J리그의 AC 나가노 파르세이루, 나라 클럽에서 뛰었다.